# Humberto Coronel
Humberto Coronel Rivas (Tarata, Bolivia; 1924 - Cochabamba, Bolivia; 3 de junio de 2015) fue un político y alcalde de la ciudad de Cochabamba en cuatro ocasiones (más conocido como "alcalde topadora"). Su primera gestión duró desde 1974 hasta 1978, la segunda desde 1987 hasta 1989, la tercera desde 1989 hasta 1991 y la cuarta desde 1991 hasta 1993.

## Biografía
Humberto Coronel nació el año 1924 en la localidad de Tarata del Departamento de Cochabamba. Comenzó sus estudios escolares en 1930, saliendo bachiller el año 1941. En su vida privada, Coronel contrajo matrimonio, de lo cual tuvo tres hijos y siete nietos.

### Alcalde de Cochabamba
En 1974, a sus 50 años, y durante el primer gobierno del presidente Hugo Banzer Suárez, Coronel es nombrado alcalde de Cochabamba, cargo que desempeñó hasta 1978.
En 1987, Coronel participa por primera vez en las elecciones municipales de su ciudad representando al partido de Acción Democrática Nacionalista (ADN), logrando ganar por amplio margen en la votación. Se posesionó como alcalde de la ciudad de Cochabamba ese mismo año a sus 63 años de edad y ocupando el cargo hasta 1989. 
En 1989 candidatea en las elecciones municipales de ese año para su reelección, en donde ganó nuevamente por amplia mayoría de votación. Se posesionó como alcalde de la ciudad de Cochabamba ese mismo año a sus 65 años de edad y ocupando el cargo hasta 1991.
El año 1991, se vuelve nuevamente a postular en las elecciones municipales para su reelección en la alcaldía de Cochabamba, en donde a sus 67 años de edad, volvió a ganar pero esta vez con un concejo mayoritariamente opositor lo cual conllevo a la conformación de una amplia coalición opositora encabezada por los partidos del Movimiento Nacionalista Revolucionario (MNR) y Unidad Cívica Solidaridad (UCS) que desestabilizaron su mandato. Debido a este problema el municipio de Cochabamba entró en una crisis municipal. 
Cabe mencionar que el beneficiario de la salida de Coronel Rivas fue su correligionario político Manfred Reyes Villa, quien en ese momento se encontraba como concejal municipal de Acción Democrática Nacionalista (ADN). Manfred Reyes Villa fue proclamado como alcalde interino por menos de un año, pero en ese periodo consiguió heredar la popularidad de Humberto Coronel.
En las siguientes elecciones, el excapitán del ejército de Bolivia se presentó con la sigla política del Movimiento Bolivia Libre (MBL), logrando quedarse de esa manera por diez años como cabeza de la alcaldía de Cochabamba. Pero cabe mencionar también que Humberto Coronely Manfred Reyes Villa renunciaron al partido Acción Democrática Nacionalista(ADN) y conformaron su propio partido político junto al empresario Carlos Calvo. Dicha organización hizo un acuerdo con Conciencia de Patria (Condepa) liderizada ese momento porCarlos Palenque que respaldaron su candidatura presidencial del año 1993. 
Tiempo después, el año 1999 y el año 2010, Coronel se presentó nuevamente como candidato a la alcaldía de la ciudad de Cochabamba pero ya no tuvo el mismo éxito que lo había llevado al cargo municipal a finales de los años 80 y principios de los años 90. A partir de ese entonces se retiró definitivamente de la vida política

## Gestiones  municipales
Durante sus gestiones como alcalde de Cochabamba Humberto Coronel Rivas se ganó el denominativo de "Alcalde Topadora". Esto por haber destruido varios edificios patrimoniales e históricos centro histórico de la ciudad con el objetivo de convertir calle coloniales en nuevas y amplias avenidas para el progreso económico, encabezando en persona la demolición de las construcciones en la entonces calle Ayacucho, montado en una topadora, lo que le valió el sobrenombre de "alcalde topadora" con el que pasó a la posteridad.
Cebe destacar que Coronel Rivas fue el autor de la ampliación de las calles Ayacucho y Heroínas convirtiéndolas de esa manera en avenidas. Además de la construcción de las avenidas Rubén Darío, Perú, Oquendo, del circuito Bolivia, de la 6 de Agosto incluyendo el corte próximo a la Laguna Alalay. En cuestión de medio ambiente, Humberto Coronel fue uno de los primeros alcaldes de Cochabamba en realizar trabajos de rescate de la laguna Alalay, la restauración del teatro Achá, entre otras.

## Fallecimiento
Debió a complicaciones cardiacos por su avanzada edad, Humberto Coronel fue internado en el Hospital Univalle. Pero falleció a causa de un paro cardíaco en el mismo establecimiento de salud de la ciudad de Cochabamba el 3 de junio de 2015 a sus 91 años de edad. Sus restos fueron velados en el salón principal de la Alcaldía y se declaró duelo municipal el 4 y 5 de junio. Cabe mencionar también que el concejo municipal rindió un homenaje póstumo disponiendo de un espacio de honor en el cementerio general para su entierro.
En homenaje a Coronel y a sus obras, se construyó en las gestiones 2015-2016, un distribuidor vehicular entre las intersecciones de la Avenida René Barrientos, y la Avenida 6 de agosto, dicho distribuidor vehicular lleva su nombre como reconocimiento.

### Homenaje póstumo
El 15 de agosto de 2017, el consejo de la ciudad de Cochabamba le distingue en el Homenaje Póstumo “Kanata”, junto a otras personalidades que contribuyeron por Cochabamba, cuyos restos mortales descansan en el Sitio de Honor del Cementerio General de Cochabamba.